# سارة صوفي بوسنينا
سارة صوفي تورب بوسنينا (بالدنماركية: Sarah-Sofie Torp Boussnina)‏ هي ممثلة دنماركية من أصل تونسي إيطالي ولدت في يوم 28 ديسمبر 1990 في بلدة سفينبورغ في الدنمارك، بدأت التمثيل في سنة 2009 في مسلسل بارك رود ومثلت في مسلسل سقوط الفارس في سنة 2017.

## روابط خارجية
- سارة صوفي بوسنينا على موقع IMDb (الإنجليزية)
- سارة صوفي بوسنينا على موقع ألو سيني (الفرنسية)
- سارة صوفي بوسنينا على موقع ديسكوغز (الإنجليزية)
- سارة صوفي بوسنينا على موقع قاعدة بيانات الفيلم (الإنجليزية)
- سارة صوفي بوسنينا على موقع كينوبويسك (الروسية)